# Marktstraße 27 (Wernigerode)

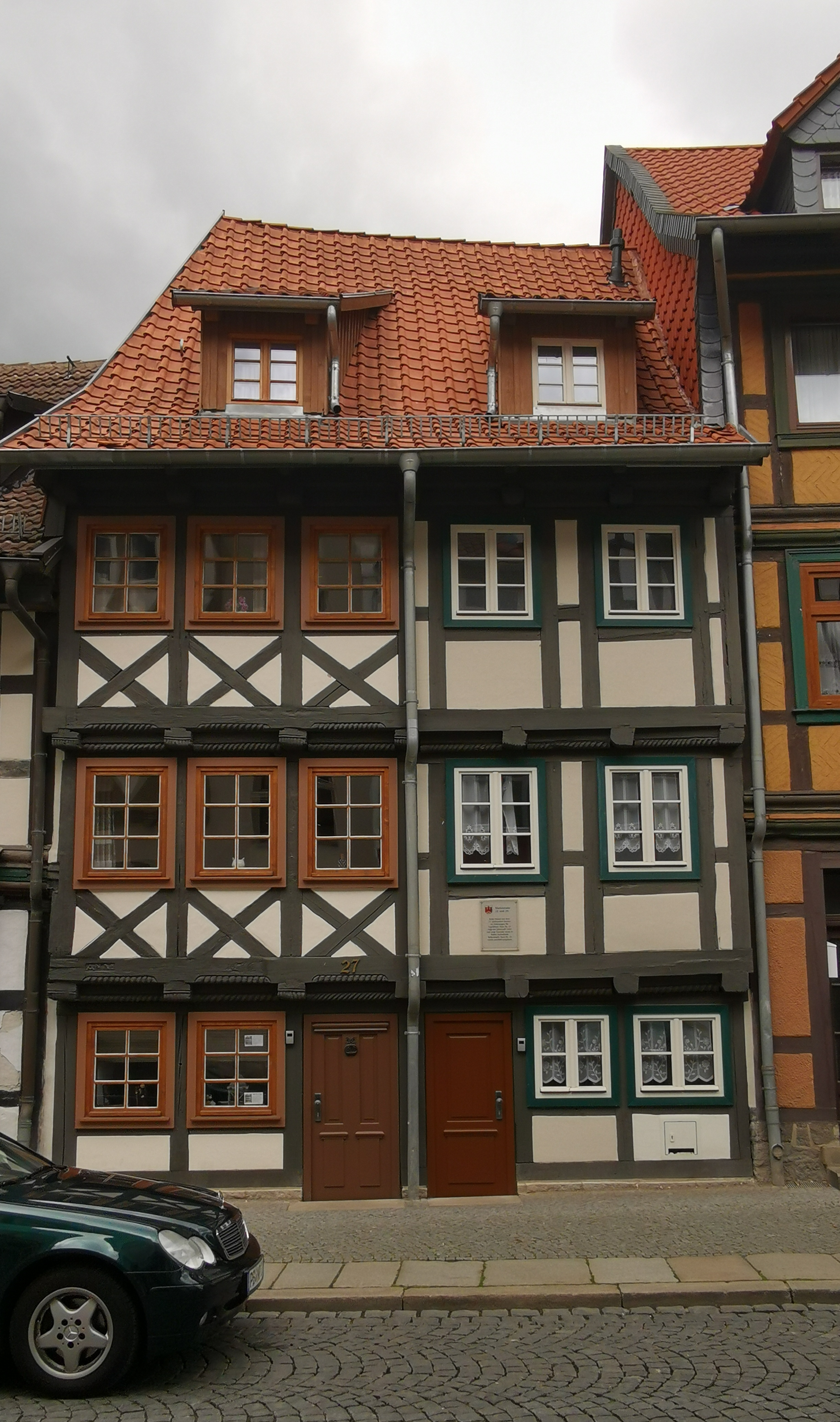
Marktstraße 27 (links) und 29 (rechts) im Jahr 2022

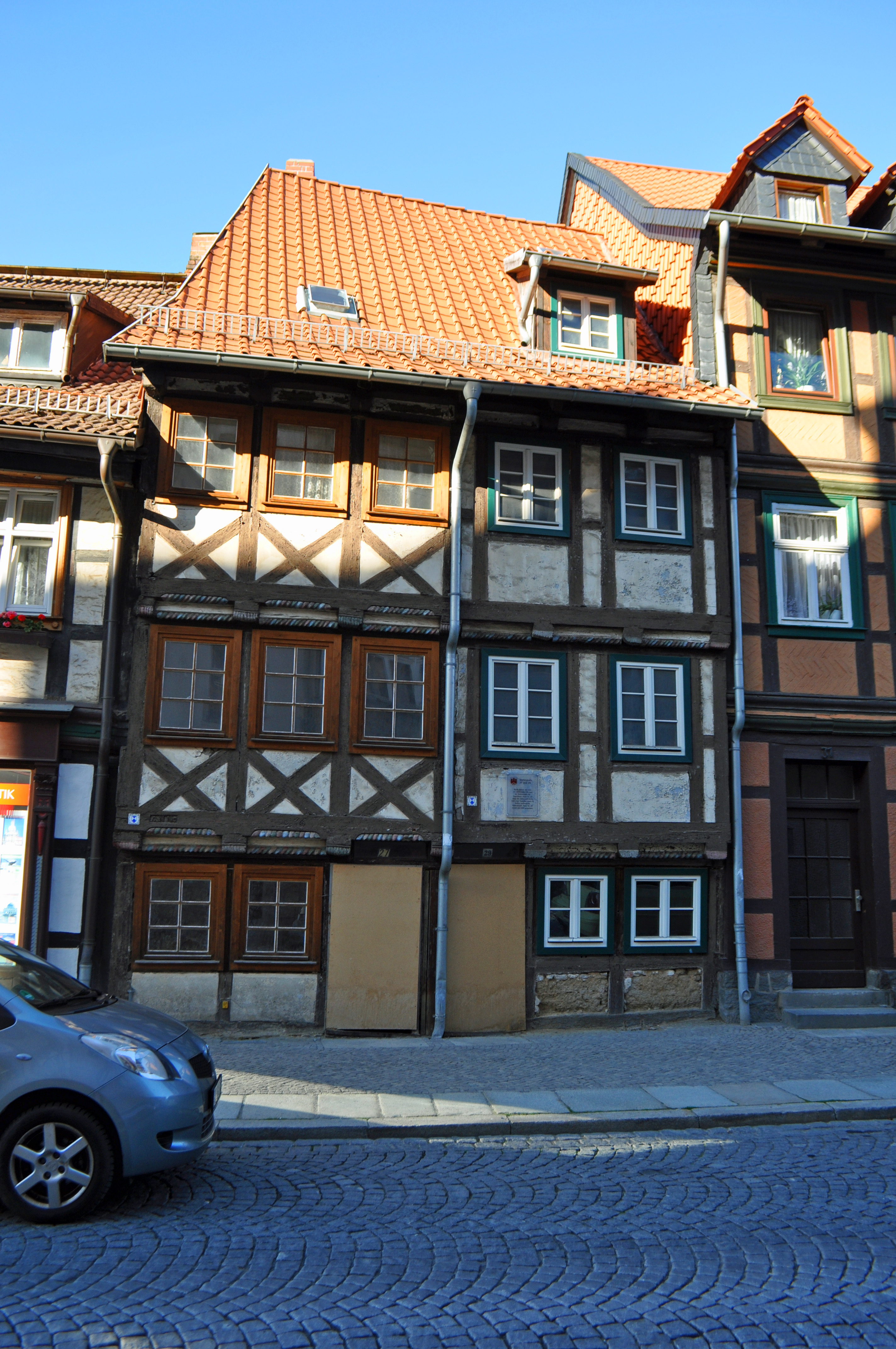
Das Doppelhaus im Zustand 2013 vor der Sanierung

Das Haus Marktstraße 27 ist ein denkmalgeschütztes Haus in der Altstadt von Wernigerode, Landkreis Harz, in Sachsen-Anhalt. Es handelt sich um ein früher als Wohnhaus genutztes Gebäude.

## Lage
Die Marktstraße 27 befindet sich im südlichen Teil der Wernigeröder Innenstadt, ca. 150 Meter entfernt vom Marktplatz an der Ostseite der Marktstraße.

## Architektur und Geschichte
Es handelt sich um ein dreietagiges Fachwerkhaus mit Dachgeschoss aus dem 17. Jahrhundert. Als Baujahr wird 1656 genannt. Zu den ältesten bekannten Bewohnern des Hauses zählen in den Anfangsjahren Vertreter der Familie Soest.
Im ersten und zweiten Obergeschoss des Hauses sind an der Straßenfront jeweils drei Andreaskreuze unter den jeweils drei Fenstern im Fachwerk eingebaut.
Das Dach hat eine unmittelbare Verbindung zum benachbarten, ebenfalls aus dem 17. Jahrhundert stammenden Gebäude Marktstraße 29.
Das Erdgeschoss des Gebäudes ist von der Höhe auffallend niedrig gehalten worden. Dadurch hat der Hauseingang nicht einmal eine Höhe von 1,80 m. Dies führte dazu, dass sich der volkstümliche Ausdruck Villa Duckdich für dieses und das benachbarte Gebäude verbreitete.
Früher trug das Gebäude die Ortslistennummer 638. Es handelte sich damals um ein Wohnhaus mit querliegendem Hofraum und Stall. Bewohner waren in den Jahren 1895/1896 der Schuhmacher August Fischer und dessen Ehefrau und 1905 der Gärtner August Fischer. Auch in früheren Jahrhunderten haben einfache Arbeiter und Tagelöhner dieses Haus bewohnt.
Im örtlichen Denkmalverzeichnis ist das Haus als Baudenkmal unter der Erfassungsnummer 094 02496 verzeichnet.
Im Jahr 2015 wurden die beiden Häuser Marktstraße 27 und Marktstraße 29 von einer Familie aus Bayern erworben und den Jahren 2016 bis 2018 totalsaniert. Dabei wurden die Gebäude vollständig entkernt und denkmalgerecht neu aufgebaut. Die räumlichen Verhältnisse stellten dabei eine besondere Herausforderung dar: Das Haus Marktstraße 27 besitzt an der Straßenfront nur eine Breite von 3 Metern. Diese nimmt zur Rückseite hin noch weiter ab und beträgt dort nur noch 2 Meter. Nach der Sanierung verfügen die Häuser über je zwei Schlafzimmer, ein Wohnzimmer, eine Küche mit Essbereich sowie zwei Bäder. Seit 2019 werden die beiden Häuser als Ferienhäuser genutzt.